# Literacia estatística
Alfabetização estatística ou literacia estatística, são termos utilizados a fim de descrever a habilidade individual para compreender estatísticas. Essa aptidão é essencial para que os cidadãos compreendam o conteúdo publicado nos jornais, na televisão e na Internet. Nesse sentido, a numerância é um pré-requisito para ser estatisticamente literado.
Atualmente, as pessoas são inundadas com informações estatísticas em anúncios, notícias ou conversas em geral. Especialistas regularmente utilizam estatísticas para construir seus argumentos, o que torna a literacia estatística uma faculdade necessária ao discernimento acerca da veracidade das alegações. Essa análise é importante pois as estatísticas podem ser utilizadas para produzir inverdades e/ou representações menos claras da realidade, utilizando dados que podem ser válidos. O objetivo da literacia estatística é, então, melhorar a compreensão pública dos dados estatísticos.
Ainda que os resultados dos Estudos de opinião sejam constantemente citados por diversas organizações, sua qualidade é consideravelmente variada. Por isso, alguma compreensão das técnicas de amostragem é necessária para que haja uma correta interpretação dos resultados, pois, por exemplo, a amostra pode ser tendenciosa ou seu tamanho pode ser pequeno para desenvolver conclusões significativas.